# Waterperry
Waterperry är en by i civil parish Waterperry with Thomley, i distriktet South Oxfordshire, i grevskapet Oxfordshire, i England. Byn är belägen 8 km från Thame. Waterperry var en civil parish fram till 1994 när blev den en del av Waterperry with Thomley. Civil parish hade 161 invånare år 1961. Byn nämndes i Domedagsboken (Domesday Book) år 1086, och kallades då Pereiun/Perie.